# Dnes (program informacyjny)
Dnes – program informacyjny słowackiej telewizji Markíza.  

## Godziny nadawania
- Od poniedziałku do piątku o godzinie 19:20

## Historia
Dnes pojawił się na antenie 25 lutego 2008. Wcześniej nosił nazwę Televízne noviny dnes.